# Stictopleurus abutilon

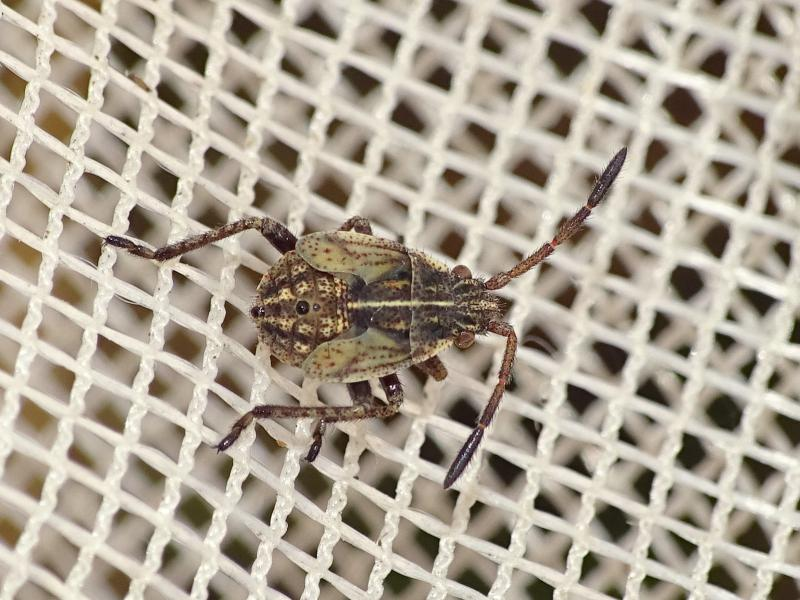
Nymphe

Die Helle Porenwanze (Stictopleurus abutilon), auch Schönmalven-Glasflügelwanze genannt, ist eine Wanze aus der Familie der Glasflügelwanzen (Rhopalidae).

## Merkmale
Die Helle Porenwanze ist wie alle Arten der Tribus Rhopalini mittelgroß und länglich, anders als die meisten Arten der Tribus jedoch nur schwach behaart. Die Tiere erreichen eine Körperlänge von 7,1 bis 8,4 mm. Die Querwulst vorn auf dem Pronotum ist erhaben, breit und teilweise glatt, die Punktierung des Pronotums ist daher unterbrochen. Die Querfurchen des Pronotums bilden zu den Außenkanten hin geschlossene Ringe. Die Spitze des Schildchens (Scutellum) ist sehr breit gerundet. 
Der Körper ist gelbbraun bis braun. Das Pronotum zeigt keine oder nur kaum sichtbare Längsstreifen.

## Verbreitung und Lebensraum
Das Verbreitungsgebiet dieser Wanze reicht von Europa nach Osten bis in den Süden Sibiriens. In Europa erstreckt sich das Areal der Art in Nord-Süd-Richtung vom Süden Skandinaviens bis in den Mittelmeerraum. Stictopleurus abutilon ist in Deutschland südlich der Mittelgebirge und in Österreich nicht selten und zum Teil häufig. Im nordwestdeutschen Tiefland fehlt sie weitgehend, wurde dort in den letzten Jahrzehnten aber zunehmend häufiger gefunden.
Die Art besiedelt trockene bis mäßig feuchte, offene Habitate und ist häufig auf Brachen mit reicher Vegetation zu finden. Sie bewohnt hier die Krautschicht.

## Lebensweise
Die Helle Porenwanze ist wie alle Glasflügelwanzen phytophag. Sie saugt an verschiedenen Korbblütlern (Asteraceae). Die Art überwintert als Imago und kann nach der Winterruhe ab Ende April beobachtet werden. Paarungen wurden im Mai beobachtet. Im nördlichen Deutschland wird offenbar nur eine Generation ausgebildet, frisch geschlüpfte Imagines sind hier ab Mitte Juli zu beobachten. Im südlichen Mitteleuropa, z. B. in Tschechien, werden zwei Generationen gebildet.